# Палаццо Адольдо
Палаццо Адольдо (итал. Palazzo Adoldo) — дворец в Венеции, расположенный в районе Санта-Кроче, на берегу Гранд-канала. Справа расположена церковь Сан-Симеоне Пикколо, слева — Палаццо Фоскари Контарини.

## История
Палаццо был построен в первой половине XVI века, для семьи Адольдо. Известно, что предки семьи Адольдо были греческого происхождения, поселились в Венеции в первые века основания города и внесли значительный финансовый вклад в строительство близлежащей церкви Сан-Симеоне Пикколо. Семья считалась принадлежащей к венецианскому патрициату, владела островом Андро и половиной острова Серчино, — острова, последний представитель семьи Адольдо Николо, умерший в 1432 году, продал семье Миккельс. Лючия Адольдо подарила дворец приходу церкви Сан-Симеон-Пикколо, о чем свидетельствует надпись на фасаде. Там же упоминается, что в 1520 году здание было перестроено и расширено Витторе Спьерой.

## Архитектура
Палаццо представляет собой трехэтажное здание с четвертым мансардным этажом.
Первый этаж выполнен из белого камня и имеет лаконичные прямоугольные окна. Второй и третий этажи украшены бифорами с ионическими колоннами. По сторонам от каждой бифоры симметрично расположены по два монофора. На втором этаже закреплены две каменные таблицы. На последнем мансардном этаже по центру расположена трифора. Вершина здания декорирована статуей орла.